# Do majeur

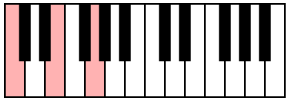
L'accord parfait de do majeur se compose des notes suivantes : do, mi, sol.

La tonalité de do majeur (ut majeur) se développe en partant de la note tonique do ou ut (surtout utilisé dans le langage théorique). Elle est appelée C major en anglais et C-Dur dans l’Europe centrale.
Sans aucune altération (ni dièse, ni bémol), l'armure coïncide avec celle de la tonalité relative la mineur naturel.
L’échelle de do majeur est : do, ré, mi, fa, sol, la, si, do.
- tonique : do
- médiante : mi
- dominante : sol
- sensible : si

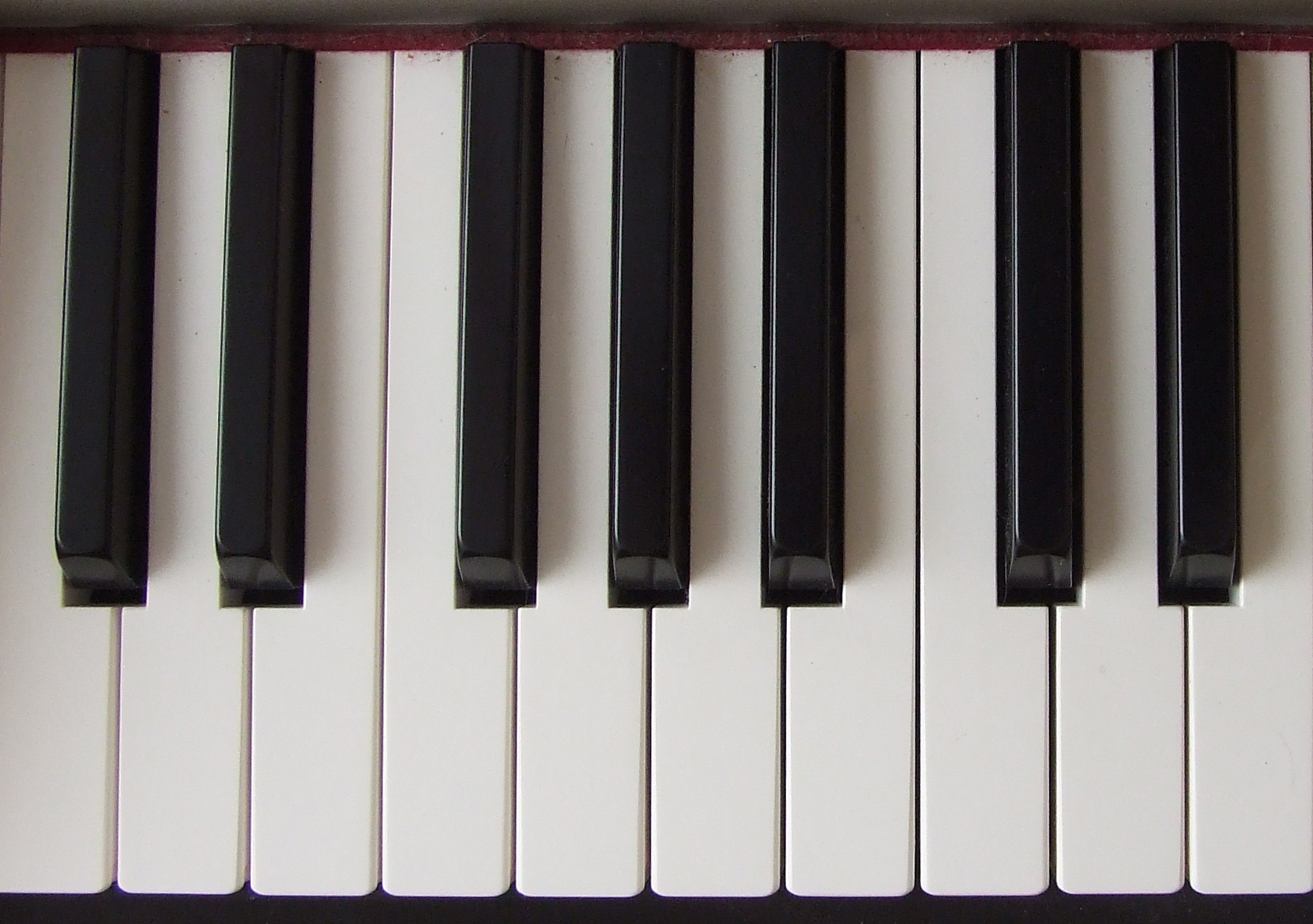
do/ré/mi/fa/sol/la/si/do sur les touches blanches du clavier d'un piano

Dans la musique occidentale, la gamme de do majeur sert de base à la construction des modes majeurs avec la succession de deux tons (do/ré, ré/mi), un demi-ton (mi/fa), trois tons (fa/sol, sol/la, la/si), et un demi-ton (si/do). Sans altération, elle est jouée sur la rangée inférieure des touches des instruments à clavier (piano, clavecin, orgue ou xylophone).

## Compositions célèbres en do majeur
- Concerto pour piano no 21 de Mozart
- Concerto pour piano no 25 de Mozart
- Sonate no 16 « Facile » de Mozart
- Symphonie no 41 de Mozart
- Messe du Couronnement de Mozart
- Premier concerto de Beethoven
- Triple Concerto de Beethoven
- Symphonie no 9 de Schubert
- Symphonie no 2 de Schumann
- Deuxième mouvement de la Symphonie no 3 de Schumann
- Marche nuptiale de Mendelssohn
- Sang viennois de Strauss
- Kaiserwalzer de Strauss
- Boléro de Ravel
- Symphonie no 4 de Prokofiev